# Linea insubrica

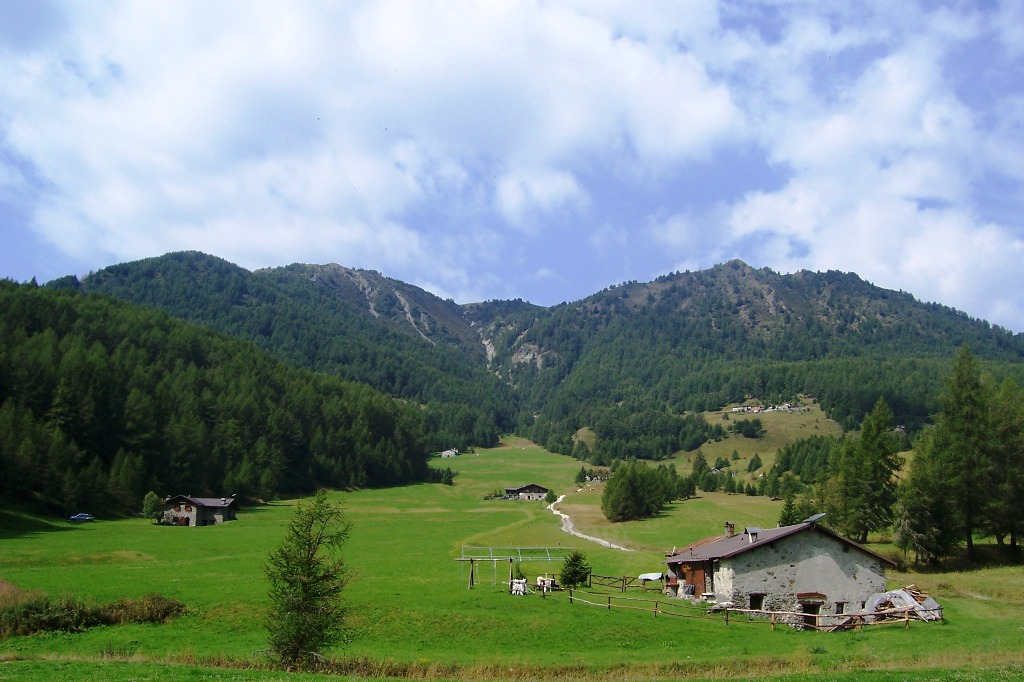
Il monte Padrio, sul confine tra val Camonica e Valtellina, diviso in due dalla linea insubrica

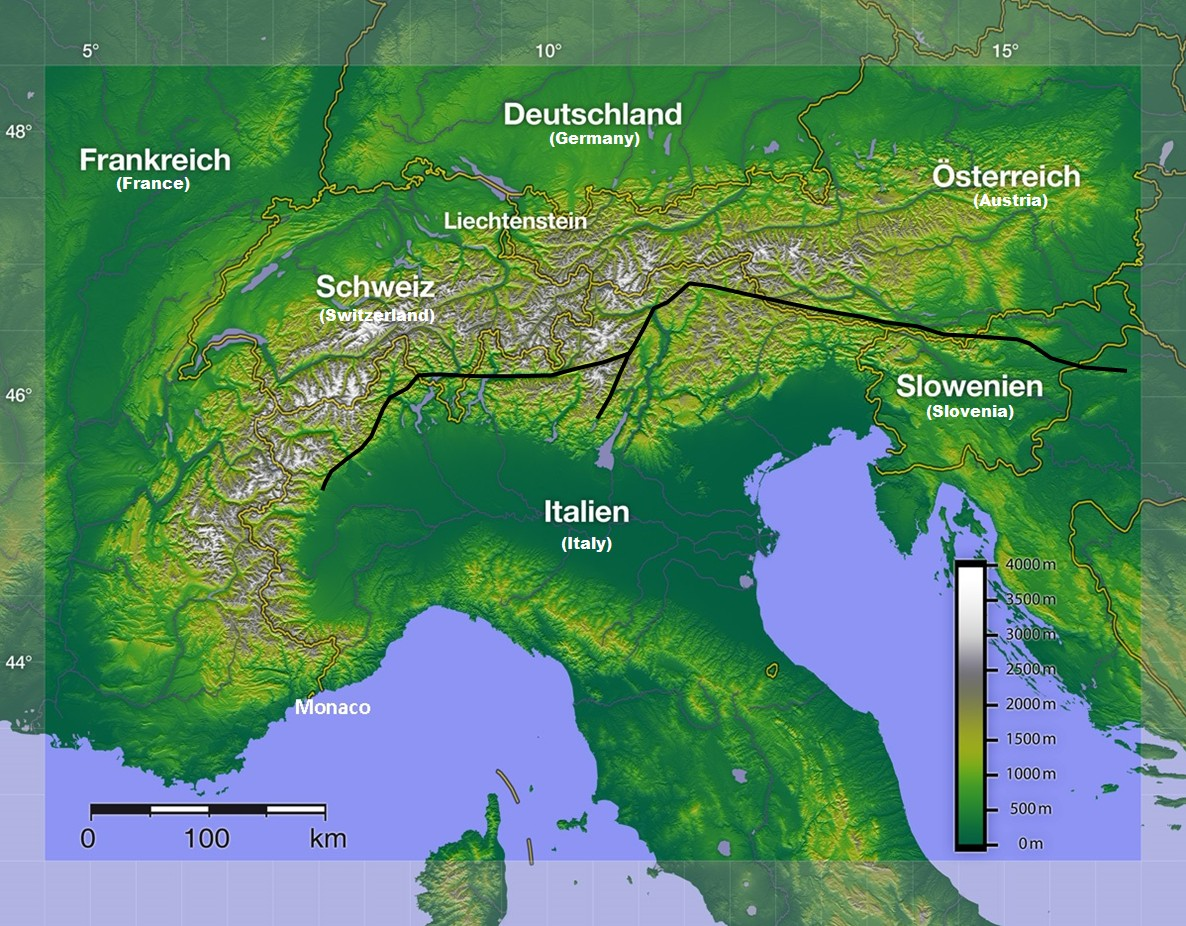
Carta dell'Italia con la linea insubrica.

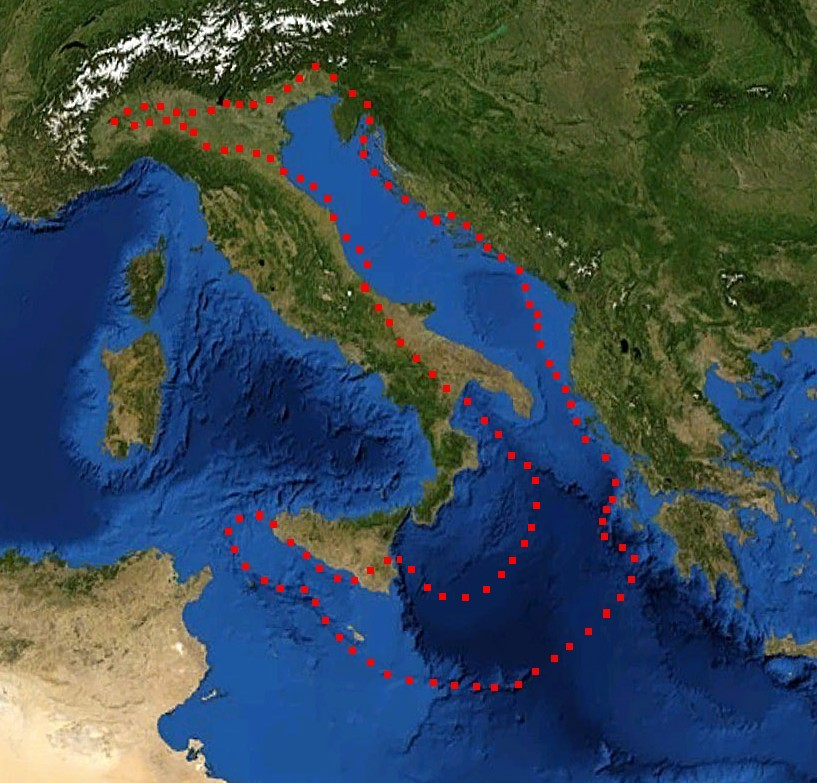
Estensione della placca adriatrica.
La placca adriatica o pugliese è una micro-placca tettonica che si è staccata dalla placca africana nel periodo Cretaceo. La denominazione placca adriatica è di solito utilizzata quando si fa riferimento alla parte settentrionale della placca africana.
La pressione esercitata verso nord dalla placca adriatica sulla placca europea è alla base della formazione dell'arco alpino.
Il limite occidentale della placca adriatica, si sposta attualmente di circa 40 mm all'anno verso est comportando un graduale restringimento del Mare Adriatico

La linea insubrica (detta anche linea periadriatica e, a seconda dei settori geografici, linea del Canavese, linea del Tonale, linea della Pusteria o linea del Gail, linea delle Giudicarie) è un importante lineamento tettonico, formato da un sistema di faglie regionali collegate fra loro con orientamento prevalente est-ovest e giacitura subverticale, che separa geologicamente la catena principale delle Alpi Centrali dal dominio delle Alpi calcaree meridionali, che comprendono le Prealpi italiane e i massicci dolomitici.
Prende il nome dall'Insubria, l'antica regione abitata dagli Insubri.

## Origine
Questa linea, ben riconoscibile sulle immagini satellitari, rappresenta, secondo il parere degli studiosi, una geosutura, ossia l'espressione sulla superficie terrestre dello scontro, inquadrato nel modello della tettonica a zolle, fra la placca europea e quella africana segnando quindi, attualmente il confine tra la placca eurasiatica e la placca adriatica. 
Durante il Giurassico l'oceano tetideo, allungato in direzione est-ovest, separava la placca africana da quella europea. Lo spostamento della placca africana verso nord, e quindi verso la placca europea, iniziato nel Cretaceo, originò la progressiva chiusura della Tetide, la subduzione del suo fondale oceanico e quindi la collisione delle croste continentali delle due grandi zolle. I sedimenti depositatisi sul margine continentale europeo furono coinvolti nella compressione, generando un prisma di accrezione formato da rocce deformate e quindi metamorfosate con intrusioni di batoliti granitici derivanti dalla fusione delle parti crostali in subduzione.
In buona sostanza la linea insubrica è interpretabile come una faglia inversa e poi trascorrente destra (si nota dall'uncinatura della parte settentrionale della zona dei laghi) che separa le unità tettoniche del Sud Alpino da quelle affioranti a Nord della linea stessa.

## Caratteristiche
Nell'area alpina piemontese questa linea presenta in sua corrispondenza affioramenti di complessi ofiolitici. La linea separa nettamente due domini caratterizzati da due diverse evoluzioni paleogeografiche, nel periodo pre collisionale, con successive differenti risposte deformative e metamorfiche durante l'orogenesi alpina.
A sud di questa linea affiorano le sequenze sedimentarie permiane-mesozoiche depositatesi sul margine settentrionale della placca africana, attualmente deformate, con uno stile di tettonica fragile a sovrascorrimenti e faglie a vergenza meridionale. A nord della linea invece, le deformazioni metamorfiche di medio alto grado, interessanti i sedimenti permo-mesozoici e rocce metamorfiche erciniche, hanno raggiunto localmente l'anatessi e sono quindi affioranti sul terreno principalmente le rocce metamorfiche del dominio alpino interessate da estese strutture deformative organizzate in sovrapposte falde di ricoprimento.
Lungo il suo percorso, che si sviluppa per circa 1000 chilometri da ovest verso est, dal Canavese alle Alpi Carniche, si sono formate diverse vallate alpine quali la valle Vigezzo (nella sua porzione orientale) e le Centovalli (in Canton Ticino), la Valtellina, la parte più alta della Val Camonica (da Edolo a Ponte di Legno), la val di Sole, la val Pusteria, la valle del Gail e la valle della Drava.
All'altezza di Locarno il Lineamento Periadriatico si suddivide in due rami distinti: la Linea del Canavese (che assume direzione NW - SE, impegnando il Passo dello Scopello presso Finero, l'alto corso della Valle Loana e l'area del Parco Nazionale della Valgrande) e la Linea delle Centovalli (con andamento Est - Ovest, lungo la quale si impostano l'altopiano della valle Vigezzo e la valle del T. Melezzo Occidentale, fino a Domodossola).
| Controllo di autorità | VIAF (EN) 249047142 · GND (DE) 4227893-4 |